# Calathea eichleri
Calathea eichleri är en strimbladsväxtart som beskrevs av Otto Georg Petersen. Calathea eichleri ingår i släktet Calathea och familjen strimbladsväxter. Inga underarter finns listade.